# Paryphoconus mayeri
Paryphoconus mayeri är en tvåvingeart som beskrevs av Wirth 1959. Paryphoconus mayeri ingår i släktet Paryphoconus och familjen svidknott. Inga underarter finns listade i Catalogue of Life.